# Virslīga 2006
In 2006 werd het 32ste voetbalseizoen gespeeld van de Letse Virslīga. De competitie werd gespeeld van 8 april tot 5 november. FK Ventspils werd kampioen.

## Eindstand
| Plaats | Club               | Wed. | W  | G | V  | Saldo | Ptn. |
| ------ | ------------------ | ---- | -- | - | -- | ----- | ---- |
| 1.     | FK Ventspils       | 28   | 19 | 5 | 4  | 48-23 | 62   |
| 2.     | Liepājas Metalurgs | 28   | 18 | 6 | 4  | 66-20 | 60   |
| 3.     | Skonto Riga        | 28   | 16 | 6 | 6  | 55-21 | 54   |
| 4.     | Dinaburg FC        | 28   | 12 | 5 | 11 | 33-38 | 41   |
| 5.     | FK Ditton          | 28   | 10 | 8 | 10 | 33-31 | 38   |
| 6.     | FK Jūrmala         | 28   | 11 | 4 | 13 | 36-36 | 37   |
| 7.     | FK Riga            | 28   | 6  | 4 | 18 | 21-57 | 22   |
| 8.     | Dižvanagi Rēzekne  | 28   | 0  | 2 | 26 | 11-77 | 2    |

|  | Kampioen, geplaatst voor eerste voorronde UEFA Champions League 2007/08 |
|  | Geplaatst voor voorronde UEFA Cup 2007/08                               |
|  | Geplaatst voor eerste ronde Intertoto Cup 2007                          |
|  | Deelname promotie/degradatie play-off                                   |
|  | Degradatie                                                              |

## Promotie/Degradatie play-off
| Team #1 | Tot.  | Team #2  | 1ste wed | 2de wed |
| ------- | ----- | -------- | -------- | ------- |
| FK Riga | 5 - 0 | Valmiera | 3 - 0    | 2 - 0   |

## Kampioen
| Virslīga 2006                 |
| Letland                       |
| ----------------------------- |
| VENTSPILS Kampioen (1° titel) |